# Spargania randallae
Spargania randallae là một loài bướm đêm trong họ Geometridae.